# Kenijski šiling
Kenijski šiling, ISO 4217: KES je službeno sredstvo plaćanja u Keniji. Označava se simbolom KSh, a dijeli se na 100 centi.

Kenijski šiling je uveden 1966. godine, kada je zamijenio istočnoafrički šiling, i to u omjeru 1:1.

U optjecaju su kovanice od 50 centi, te 1, 5, 10, 20 i 40 šilinga, i novčanice od 10, 20, 50, 100, 200, 500 i 1000 šilinga.